# یواس‌اس ناهما (اس‌پی-۷۷۱)
یواس‌اس ناهما (اس‌پی-۷۷۱) (به انگلیسی: USS Nahma (SP-771)) یک کشتی بود که طول آن ۳۱۹ فوت (۹۷ متر) بود. این کشتی در سال ۱۸۹۷ ساخته شد.